# 11672 Cuney
11672 Cuney (1998 BC15) là một tiểu hành tinh vành đai chính được phát hiện ngày 24 tháng 1 năm 1998 bởi Near-Earth Asteroid Tracking Team (NEAT) ở Haleakala.